# Parabothus kiensis
 Parabothus kiensis és un peix teleosti de la família dels bòtids i de l'ordre dels pleuronectiformes.

## Morfologia
Pot arribar als 20,3 cm de llargària total.

## Distribució geogràfica
Es troba des de les costes del sud del Japó fins al sud d'Indonèsia, nord-oest d'Austràlia i Nova Caledònia.